# エコリング
エコリング（EcoRing）は、株式会社エコリングが運営するブランド買取専門店。「感動買取」「なんでも買い取る」をモットーに、ブランド品や貴金属だけでなく家電・雑貨・日用品なども幅広く取り扱う。約275店舗を展開、買取数は年間440万点を超える。オークションには、約3,000社が参加し、中心となる「エコオク」の取扱高は年間670億円超。東南アジアを中心に日本国外への展開にも積極的。
「リユース事業」が今後の社会にとって社会的意義が高い事業ととらえ、SDGs、キッザニアをはじめ様々な取り組みを行う。

## 概要
ブランド品を中心に、宝石・時計・家電・骨董・絵画などの2次流通プラットフォームを、買取と販売の両面から構築。買取は店舗のほか宅配、出張が可能で、販売はオークション事業による。無料のLINE査定も行う。経営理念を「価値を見いだす使命共同体」「エコロジーの輪を広めていく」とし、「一人ひとりが価値を見いだす見識を広げ続け、この世の中に無駄な物はないことを証明する」を掲げている。店舗で顧客から買取った商品は店頭販売をせずインターネットオークション・業者間取引・海外店舗で販売する。エコリングという社名の由来は「誰もが簡単に参画できるエコロジーを提案し続け、各個人を結びつける役割を担い、そのエコロジーの輪（リング）を広げていく」という想いから。

### 経営手法
創業者、桑田一成は郵政省の出身で、郵政民営化のタイミングで郵政省を退職。造詣の深かったインターネットコンテンツの会社を立ち上げる。最初は順調だったが、韓国系企業に資本力や技術力でかなわず、生活費を捻出すべくヤフーオークションでの身の回りの品の販売を始めるが、これが意外に収益になった。桑田は、他の質屋がゴミ同然と見なす品も積極的に買い取り、ネットオークションで販売し、1日当たり1万円ほどの利益を得た。これがエコリングの「何でも買う」という買取事業の原点となると同時に、この独自のやり方で商機を見いだす。しかし苦難は続き、闇金の借金取りから毎日電話がかかるようになる。
そんな中、融資を受けるべく、ビジネスモデルを作って国民生活金融金庫に500万円の融資を申し込む。桑田は公務員時代は書類のプロで絶対に落ちないと自信があったが、けんもほろろに断られる。自殺を考えるまでに落ち込んだが、毎日電話をしてくる借金取りに迷惑をかけたくない思いで2か月間心血を注ぎプログラムを作り、それが企業に2200万円で売れた。当時の借金は約750万円。それを返済し手元に残った750万円で、2002年9月に姫路に1号店をオープン。残った運転資金はわずか150万円だった。質屋が買い取らないものを買おうと考え「ボロボロ・クタクタ」を買い取るという広告を作成。チラシにそれを書き、自分の足でポスティングした。開店すると、驚くほどの来客があった。創業3年目には年商10億円になった。
「買い場だけにして、売り場を捨てる」というビジネスモデルで仕入れから時間を置かずに「高速販売」することで商品相場の下落リスクを回避し、成長につなげた。

### エコロジー
さらに他のリユース業とは一線を画し、事業にエコロジーの視点を盛り込んだ。「リユース」の促進により「ゴミ問題」や「環境問題」といった世界的な社会問題が解決できると考え、実践する。同社が買い取った商品のほとんどは、再販され、一部の商品は、寄付として海外の子供らへ届けられ、使用される。その他、業者間取引等も含め、買い取った商品の約98%が再利用されているという。
2021年には、米国の非営利団体B Labによる国際認証制度で、厳格な評価のもと、環境や社会に配慮した公益性の高い企業に与えられるB Corp認証を取得。
経営方針の一つに「無借金経営」がある。新型コロナ禍では対面でのオークションの開催が困難になる中、ウェブ入札の仕組みを確立。「EcoRing the Auction（エコオク）」を立ち上げた。
2010年頃からは、在宅ワーカーを採用。オークションに出品する商品の写真撮影などを在宅で行うスタッフで、小さな子供を持つ主婦やシングルマザーなど。姫路を中心に100人ほどと契約している。新型コロナによる自粛が始まった2020年4月以降、は在宅ワーカーの雇用により同社は営業を継続できた。

## CSR/SDGs
「価値を見出す使命共同体」との経営理念のもと、事業を通じた取り組み、環境への取り組み、社会への取り組みを進めていくことがSDGsの推進に繋がると考え、中期経営計画で「社会問題解決型組織」を目指すことについて全社員で意識統一を図った。さらに「サステナビリティ推進室」を設置し、社会課題に対してさらに積極的に取り組むための組織改編を実施。この体制から、多くの社会的活動が生み出されている。
現代の社会課題の中でも、同社が特に解決に向けて取り組まなければならないテーマは、環境問題（特に廃棄物問題）および貧困問題（格差）としている。この2つは同社の事業活動である「リユース」という方法で、大量生産・大量消費の抑制と、その結果として社会における対立の緩和による社会貢献が可能であり、そのために事業であるリユース活動のほか、一時的ではないサステナブルな活動に少しずつ取り組むべきとの考えを示している。

## キッザニア
キッザニアは楽しみながら社会のしくみを学ぶことができる「子供が主役の街」で、日本国内に3か所があるが、同社は、甲子園と福岡に出店しており、子供達が「リユースショップ」パビリオンで鑑定士の仕事を体験できる。

## 受賞・認定
2012年
- ひょうごクリエイティブビジネスグランプリ入賞（兵庫県産業労働部長賞）

2015年
- 東久邇宮文化褒賞　受賞（代表取締役　桑田一成）

2016年
- 日本記念日協会　8月5日をエコリングの日として記念日登録[14]
- 環境省　熱中症予防声かけプロジェクト　ひと涼みアワード2016　声かけ賞　優良賞　受賞[15]
- 女性活躍推進法に基づく「えるぼし」3段階目　認定[16]

2021年
- 6月18日、国際認証である「Bコーポレーション」の認証を取得
- 6月29日、「第6回ホワイト企業アワード 働きがい部門」受賞
- 6月29日、「ホワイト企業認定」プラチナ認定
- 8月6日、「ソーシャルプロダクツ・アワード2021 ソーシャルプロダクツ賞」（主催:一般社団法人ソーシャルプロダクツ普及推進協会）
- 12月14日、「D&Iアワード2021 D&I Award賞」（主催:株式会社JobRainbow）受賞
- 12月27日、「令和3年（第6回）ひょうご女性の活躍企業表彰」（主催:兵庫県）を受賞

2022年
- 3月16日、「健康経営優良法人2022(大規模法人部門)」に認定（経済産業省）
- 6月21日、「第8回ホワイト企業アワード 働きがい部門」受賞（主催:ホワイト財団）
- 8月31日、第4回「姫路市女性活躍推進企業表彰」（主催:姫路市役所市民局市民参画部男女共同参画推進課）
- 9月20日、第5回「学生に教えたい“働きがいのある企業“大賞」（主催:一般社団法人 大阪府経営合理化協会）
- 11月11日、「SDGsに最も取り組んでいるリユース・リサイクルショップ（買取専門店）」（ESP総研）の部門において1位を獲得
- 12月15日、「日本中小企業大賞 SDGs賞」（主催:一般社団法人中小企業からニッポンを元気にプロジェクト）優秀賞

2023年
- 3月8日、「健康経営優良法人認定制度」において、「健康経営優良法人2023（大規模法人部門）」に認定
- 3月10日、「Well-Being Workers Awards 2023」（主催:株式会社ラフール） にて組織改善部門 優秀賞を受賞
- 3月22日、「ひょうご・こうべ女性活躍推進企業（ミモザ企業）」の認定取得のお知らせ
- 3月27日、「ソーシャル企業認証制度（S認証）」（一般社団法人ソーシャル企業認証機構）を取得

2024年
- 4月4日、「第32回 地球環境大賞」において「日本商工会議所会頭賞」（主催:フジサンケイグループ）を受賞
- 2006年よりヤフオクベストストアアワード11年連続受賞中（2017年5月現在）

その他

## 沿革
- 2001年(平成13年） - 5月、桑田一成がエコリングの前身となる会社を創業[1]。
- 2002年(平成14年）‐エコリングに社名変更し、姫路店オープン（ブランド品買取専門店1号店）[18]。
- 2005年（平成17年） - 6月、株式会社エコリングに組織変更[19]。
- 2010年（平成22年） 
  - 1月、エコリング香港法人設立。
  - 9月、エコリングバンコク法人設立。
- 2012年（平成24年） -  11月、本社移転。
- 2014年（平成26年） - リペア事業関連会社「株式会社エコリング リシャイン」設立。不要品片付け事業関連会社「株式会社整理整頓」設立。
- 2016年（平成28年）
  - ホールディングス化[20]。
  - 8月、8月5日をエコリングの日として記念日登録。
- 2017年（平成29年） - 11月、エコリングtheオークションオープン。
- 2020年（令和2年） - 2月、キッザニア甲子園『リユースショップ』パビリオンオープン。
- 2021年（令和3年） 
  - 1月、BtoBオークションサイト「エコリングトレードオークション」オープン。
  - 3月、エコリング TRIBE設立。
  - 11月、エコリング ライフ設立 。
- 2022年（令和4年）
  - 2月、エコリング マレーシア法人設立 。
  - 4月、エコリング HEARTS設立。
  - 7月、キッザニア福岡『リユースショップ』パビリオンオープン。
  - 10月、エコリング ソート設立。
- 2023年
  - 5月、エコリング フィリピン法人設立。
  - 6月、エコリング インドネシア法人設立 。
  - 8月、エコリング CS設立。
  - 11月、エコリング CONNECT設立 。

## メディア

### テレビ
- ワールドビジネスサテライト（テレビ東京、2013年12月10日）
- たけしのニッポンのミカタ!（テレビ東京、2014年3月21日）
- 日経スペシャル 未来世紀ジパング〜沸騰現場の経済学〜（テレビ東京）
  - 日本の中古品　世界で勝負!（2014年4月14日）[22]
  - 沸騰現場　"その後"を取材!（2016年1月4日）[23]
- 情報プレゼンター とくダネ!（フジテレビ）（2014年5月7日）
- 情報ライブ ミヤネ屋（讀賣テレビ放送）（2014年10月8日）
- 日経スペシャル ガイアの夜明け なぜ世界で人気!?ニッポンの"中古"（テレビ東京）（2015年3月17日）[24]
- 日経スペシャル カンブリア宮殿（テレビ東京）
  - ガラクタを宝に!新世代リサイクルの全貌（2017年2月23日）- エコリング 代表 桑田一成出演[25]。
  - 不用品に命を吹き込む リサイクル革命の全貌に迫る!（2020年11月19日）- エコリング 代表 桑田一成出演[26]。
- 有吉弘行のダレトク!?（フジテレビ、2018年5月15日）
- スーパーJチャンネル（テレビ朝日、2018年6月13日）
- ワールドビジネスサテライト（テレビ東京、2021年5月4日）
- スッキリ（日本テレビ、2021年9月30日）
- スーパーJチャンネル（テレビ朝日、2021年10月25日）
- シューイチ（日本テレビ、2022年7月3日）
- Nスタ（TBS系列、2022年8月23日）
- めざまし8（フジテレビ、2023年4月27日）
- ZIP!（TV日本テレビ、2023年5月9日）
- 旬感LIVE とれたてっ!」（フジテレビ、2023年12月5日）
- グッド!モーニング（テレビ朝日、2024年4月29日）
- 「地球環境大賞2024」祭典直前パリ発！人生を豊かにするエコ暮らし（フジテレビ、2024年6月22日）

### ラジオ番組
- ラジオ関西「桑田一成のエコのWA！ラジオ」（2015年4月1日 - 2017年3月29日）
- MBSラジオ「アッパレやってまーす!火曜日」「エコリングpresentsお宝私物ナマ鑑定」（2016年4月5日 - 2016年9月6日）
- さくらFM「エコお宝鑑定団」（2015年1月7日 - ）

## 書籍

### 関連書籍
- 『経営者のみなさん!準備できていますか?』（著者:桑田一成）（2018年9月25日、出版文化社）ISBN 9784883386451
- 『エコリング創業物語：想伝舎ビジネスマンガシリーズ04』
- 『エコリング発展物語: 〜B Corpを通じて社会問題解決型企業になる〜』

## 店舗
全国に250店舗展開（2024年6月現在）。出店している都道府県は、北海道、宮城県、群馬県、茨城県、東京都、神奈川県、千葉県、埼玉県、岐阜県、静岡県、愛知県、三重県、滋賀県、京都府、奈良県、大阪府、和歌山県、兵庫県、岡山県、広島県、香川県、福岡県。香港、タイなど日本国外にも事業展開している。マルイなどの一部テナント店舗を除き、基本的に毎週水曜日と年末年始が定休日。

### フランチャイズ運営企業
- ウィンライズ
- シンクロニシティ
- アスベックス
- パラレル
- Suikosha
- エスシール
- エムアンドエム
- グランツ
- KM2
- 三宮商事

### 閉店店舗
- 町田金森(2023年8月)
- 三ツ境(2024年7月)
- 旗の台(2025年6月)
  - 8月に無人販売所としてリニューアル予定

## グループ会社
- 株式会社エコリングリシャイン
- 緑和堂
- 日興堂
- エコリングタイ社
- エコリングシンガポール社
- エコリングマレーシア社
- エコリングフィリピン社
- エコリングインドネシア社
- エコリングカンボジア社
- エコリングSNG
- エコリングTRIBE
- エコリングライフ
- エコリングネクスト
- エコリングHEARTS
- エコリングソート
- エコリングCS
- エコリングCONNECT